# Fernando Gago
Fernando Rubén Gago (Buenos Aires, 10. travnja 1986.) argentinski je nogometni trener i bivši nogometaš. Trenutačno je trener Boca Juniors. Kao igrač igrao je na poziciji zadnjeg veznog. Također ima i talijansko državljanstvo.

## Klupska karijera

### Boca Juniors
Gago je produkt omladinskog pogona Boce Juniors, svoj profesionalni debi imao je 5.prosinca 2004. Unatoč svojoj mladosti brzo je postao važna karika u igri Boce, time je i privukao pažnju europskih giganata Reala i Barcelone.

### Real Madrid
15. studenog 2006. predsjednik Reala obznanio je da je potpisao Gagu zajedno s još jednim Argentincem Gonzalom Higuainom iz River Platea.
Gago je debitirao za Real 7. siječnja u porazu protiv Deportiva 2-0. Gago nije briljirao na svom debiju, pa je zamijenjen Ronaldom. Za sve se Gago iskupio već sljedeći tjedan kad je odigrao odličnu utakmicu protiv Zaragoze 20.svibnja 2007. u utakmici protiv Recreativa asistirao je za gol Robertu Carlosu, s tim pogotkom Real je osigurao titulu.
Prije početka sezone 2007./08. Gago je promijenio svoj broj sa 16 na 8. U ovoj sezoni je briljirao na sredini terena, te je pomogao klubu da dođe do uzastopne krune. Zajedno s Diarrom djelovao je nezaustavljivo.
Na početku sezone 2008./09. Gago se nakon samo dvije utakmice ozljedio, vratio se tek 27. listopada protiv Athletic Bilbaoa gdje je zajedno sa Sneijderom bio jedan od boljih pojedinaca na terenu. Nakon odlaska Cannavara Gago je uzeo dres s brojem 5, koji nosi i u reprezentaciji, a broj 8 prepustio novom pojačanju Kaki.

## Reprezentativna karijera
Postao je standardni reprezentativac Argentine od Copa Americe 2007. Bio je dio momčadi Argentine koja je osvojila zlato na olimpijskim igrama 2008.

## Vanjske poveznice
- Fan stranica
- Profil na službenoj stranici Real Madrida.